# 北秋田警察署
北秋田警察署（きたあきたけいさつしょ）は、秋田県警察が管轄する警察署の一つである。

## 管轄区域
約1,410km2の県内最大区域を管轄している。
- 北秋田市
- 北秋田郡上小阿仁村

## 所在地
- 秋田県北秋田市鷹巣字下家下1番地
  - 最寄駅 - 秋田内陸線 西鷹巣駅

## 施設・設備
- 女性専用留置施設（県北初）[1]
- 自家発電機設備[1]

## 沿革
- 1875年（明治8年）11月30日 - 大館第四警察屯所鷹巣分屯所を設置。

- 1877年（明治10年）3月7日 - 大館警察署鷹巣分署と改称。

- 1926年（大正15年）6月28日 - 大館警察署鷹巣分署を廃止、鷹巣警察署として独立署となる。

- 1948年（昭和23年）3月7日 - 新警察制度により、「国家地方警察北鹿地区警察鷹巣警部派出所」となり、「鷹巣町自治体警察署」が新発足。

- 1950年（昭和25年）8月1日 - 鷹巣地区警察署となる。

- 1954年（昭和29年）7月1日 - 警察法改正により秋田県鷹巣警察署として新発足。

- 2005年（平成17年）-　鷹巣警察署（旧鷹巣町1町を管轄）に森吉警察署（旧森吉町・旧合川町・旧阿仁町・上小阿仁村を管轄）が統合し、鷹巣警察署が改称、北秋田警察署となる。旧森吉警察署は、北秋田警察署森吉幹部交番に転換。

- 2016年（平成28年）8月1日 -　現在地に、鉄筋コンクリート造５階建ての新庁舎部分が完成し供用開始。

- 2017年（平成29年）7月28日 -　車庫・駐車場などの建築工事がすべて完工し、落成式が行われた。[1]

※1954年までは『鷹巣町史 年表』より

## 内部組織
- 警務課
  - 広報広聴係
  - 警務係
  - 被害者支援係
  - 留置管理係

- 会計課
  - 会計係

- 生活安全課
  - 生活安全係
  - 女性安全対策係
  - 少年係

- 地域課
  - 地域係
  - 地域企画係
  - 機動警ら係

- 刑事課
  - 庶務係
  - 捜査係
  - 鑑識係

- 交通課
  - 交通係

- 警備課
  - 警備係

## 幹部交番

### 北秋田市

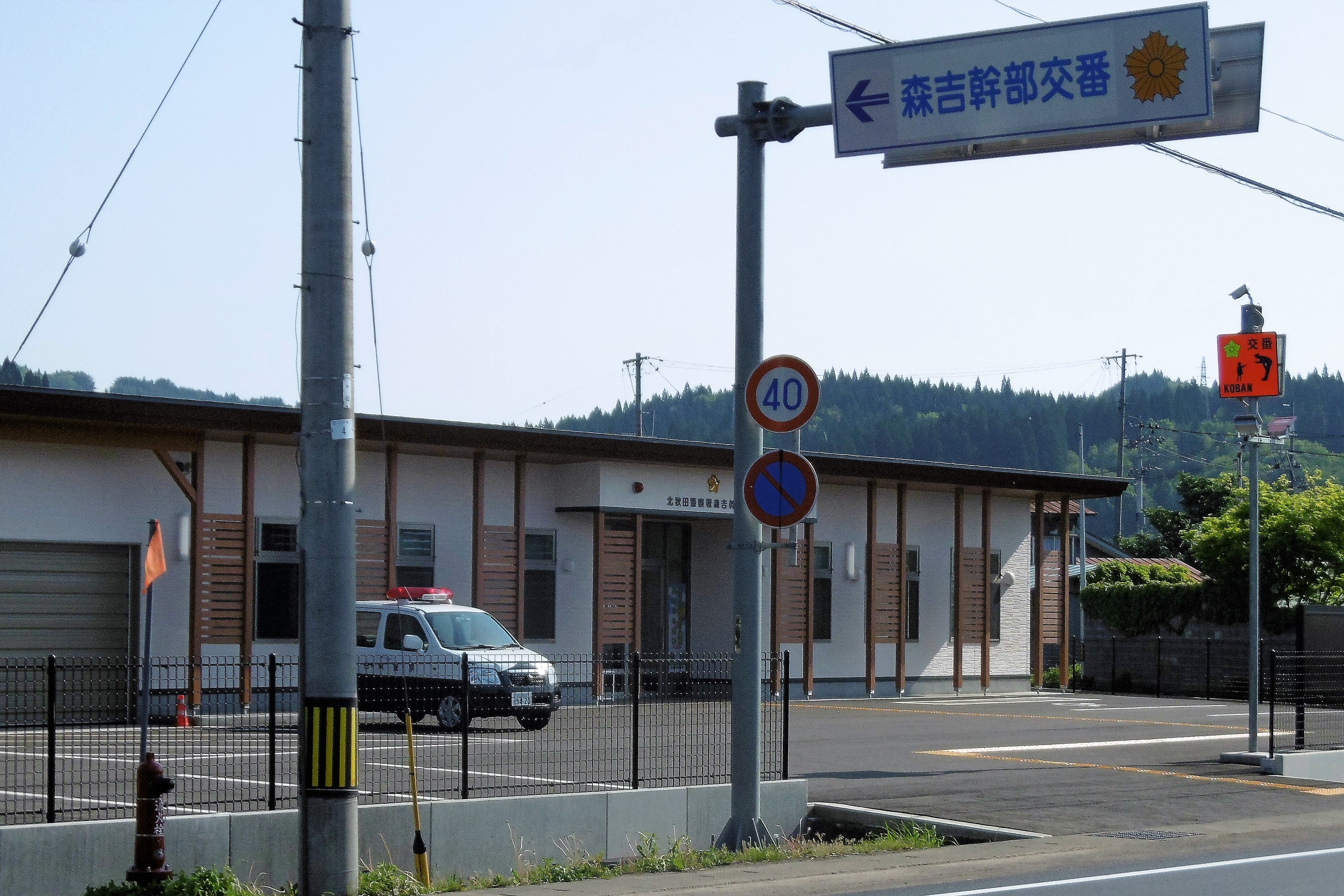
森吉幹部

- 森吉幹部交番（北秋田市米内沢字出向中島38番地の2）

## 駐在所

### 北秋田市
- 綴子駐在所（北秋田市綴子字田中大道下3番地2）
- 鷹巣西駐在所（北秋田市坊沢字屋敷52番地）
- 鷹巣南駐在所（北秋田市脇神字太田尻69番地2）
- 合川駐在所（北秋田市新田目字大野85番地1）
- 前田駐在所（北秋田市阿仁前田字上館下277番地5）
- 幸屋渡駐在所（北秋田市阿仁幸屋渡字西野小綱11番地6）
- 阿仁駐在所（北秋田市阿仁水無字大町16番地）

### 上小阿仁村
- 上小阿仁駐在所（北秋田郡上小阿仁村沖田面字小蒲野26番地2）

## 警備派出所

### 北秋田市

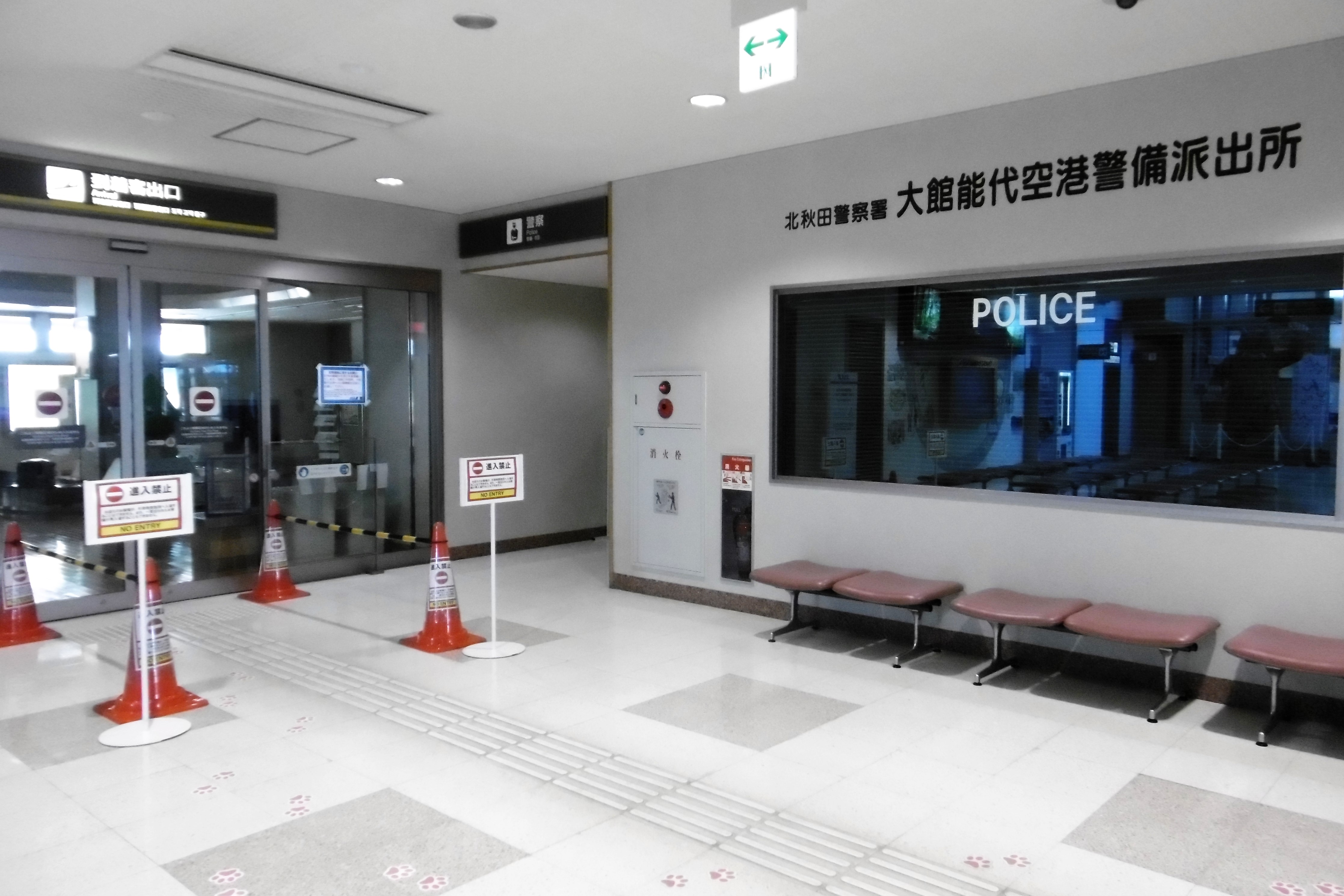
大館能代空港警備派出所

- 大館能代空港警備派出所（北秋田市脇神字カラムシ岱21番地144）[3]